# Lignes de bus Tisséo de 13 à 87
 (novembre 2021).
Les lignes de bus Tisséo de 13 à 87 constituent une série de 57 lignes que le réseau de transports en commun Tisséo exploite à Toulouse et dans son agglomération. Parmi ces lignes, 34 sont exploitées directement par les trois dépôts de Tisséo, et 23 sont affrétées auprès des quatre entreprises de sous-traitance du réseau Tisséo.

## Description des lignes

### Lignes 40 à 49
| Ligne | Caractéristiques | Caractéristiques                            | Caractéristiques                            | Caractéristiques                            | Caractéristiques                                                                                       | Caractéristiques                              | Caractéristiques                            | Caractéristiques                            | Caractéristiques                            |
| 40    | Borderouge ⥋ L'Union Malbou | Borderouge ⥋ L'Union Malbou                 | Borderouge ⥋ L'Union Malbou                 | Borderouge ⥋ L'Union Malbou                 | Borderouge ⥋ L'Union Malbou                                                                            | Borderouge ⥋ L'Union Malbou                   | Borderouge ⥋ L'Union Malbou                 | Borderouge ⥋ L'Union Malbou                 | Borderouge ⥋ L'Union Malbou                 |
| ----- | --- | ------------------------------------------- | ------------------------------------------- | ------------------------------------------- | --- | --------------------------------------------- | ------------------------------------------- | ------------------------------------------- | ------------------------------------------- |
| 40    | Ouverture / Fermeture — / — | Longueur 7,1 km                             | Durée 20 min                                | Nb. d’arrêts 23                             | Matériel Irisbus Citelis 12 GNC Heuliez GX 327                                                         | Jours de fonctionnement L, Ma, Me, J, V, S    | Jour / Soir / Nuit / Fêtes O / N / N / O    | Voy. / an 154 491 (2 024)                   | Exploitant Alcis Flourens                   |
| 40    | Desserte : Toulouse, L'Union - Station de métro desservie : Borderouge - Villes et lieux desservis : Toulouse (Borderouge, Croix Daurade), L'Union (Centre Commercial Loubet, Centre Commercial Saint-Caprais, Grande Halle, Malbou). |                                             |                                             |                                             | |                                               |                                             |                                             |                                             |
| 40    | Autre : - Amplitudes horaires : La ligne circule du lundi au vendredi de 6h00 à 21h15 et le samedi de 6h10 à 20h50. - Arrêts non accessibles aux PMR : - Dans les deux sens : Pitchounelle, Agout, Séoune et Condor. - Direction L'Union Malbou : Cèdres, Côte de Cornaudric, Val d'Aran, Bidart et Biarritz - Direction Borderouge : Centre Commercial L'Union et Geai. - Futur : Une fusion des lignes 40 et 73 est en cours d'étude. - Date de dernière mise à jour : 27 septembre 2023. |                                             |                                             |                                             | |                                               |                                             |                                             |                                             |
| 40    | Dernière actualisation : — |                                             |                                             |                                             | |                                               |                                             |                                             |                                             |
| 41    | Borderouge ⥋ Chaussas | Borderouge ⥋ Chaussas                       | Borderouge ⥋ Chaussas                       | Borderouge ⥋ Chaussas                       | Borderouge ⥋ Chaussas                                                                                  | Borderouge ⥋ Chaussas                         | Borderouge ⥋ Chaussas                       | Borderouge ⥋ Chaussas                       | Borderouge ⥋ Chaussas                       |
| 41    | Ouverture / Fermeture — / — | Longueur 6 km                               | Durée 18 min                                | Nb. d’arrêts 22                             | Matériel Irisbus Citelis 12 GNC Heuliez GX 327 Man Lion's City 12 G                                    | Jours de fonctionnement L, Ma, Me, J, V, S, D | Jour / Soir / Nuit / Fêtes O / N / N / O    | Voy. / an 282 174 (2 024)                   | Exploitant Transdev Occitanie Ouest         |
| 41    | Desserte : Toulouse - Stations de métro desservies : Borderouge • Trois Cocus • Barrière de Paris - Ville et lieux desservis : Toulouse (Borderouge, Métronum, Trois Cocus, Lycée Henri-de-Toulouse-Lautrec, Barrière-de-Paris, Silvio-Trentin, , Lycée Roland-Garros). |                                             |                                             |                                             | |                                               |                                             |                                             |                                             |
| 41    | Autre : - Amplitudes horaires : La ligne circule du lundi au vendredi de 5h55 à 21h, le samedi de 6h25 à 21h et le dimanche de 7 h à 20h25.. - Arrêts non accessibles aux PMR : - Dans les deux sens : Cerisiers. - Direction Borderouge : Rateau, Amat Massot, Silvio Trentin et Fonquerne. - Direction Chaussas : Loubiague et Brieux. - Particularités - Réseau relais : En cas d'arrêt de la ligne , la ligne 41 prend le relais de celle-ci. - Date de dernière mise à jour : 27 septembre 2023. |                                             |                                             |                                             | |                                               |                                             |                                             |                                             |
| 41    | Dernière actualisation : — |                                             |                                             |                                             | |                                               |                                             |                                             |                                             |
| 42    | Borderouge ⥋ Saint-Jean Clinique de L'Union | Borderouge ⥋ Saint-Jean Clinique de L'Union | Borderouge ⥋ Saint-Jean Clinique de L'Union | Borderouge ⥋ Saint-Jean Clinique de L'Union | Borderouge ⥋ Saint-Jean Clinique de L'Union                                                            | Borderouge ⥋ Saint-Jean Clinique de L'Union   | Borderouge ⥋ Saint-Jean Clinique de L'Union | Borderouge ⥋ Saint-Jean Clinique de L'Union | Borderouge ⥋ Saint-Jean Clinique de L'Union |
| 42    | Ouverture / Fermeture 27 juin 1993 / — | Longueur 10,3 km                            | Durée 25 min                                | Nb. d’arrêts 28                             | Matériel Irisbus Citelis 12 GNC Heuliez GX 327                                                         | Jours de fonctionnement L, Ma, Me, J, V, S    | Jour / Soir / Nuit / Fêtes O / N / N / N    | Voy. / an 204 020 (2 024)                   | Exploitant Alcis Flourens                   |
| 42    | Desserte : Toulouse, Launaguet, L'Union, Saint-Jean - Station de métro desservie : Borderouge - Villes et lieux desservis : Toulouse (Borderouge, Paléficat), Launaguet (Z.A de Triasis), L'Union (Z.A de La Violette, Centre Commercial Saint-Caprais, Grande Halle, Belvèze), Saint-Jean (Clinique de L'Union). |                                             |                                             |                                             | |                                               |                                             |                                             |                                             |
| 42    | Autre : - Amplitudes horaires : La ligne circule du lundi au vendredi de 6h à 21h (6h05 pendant les vacances scolaires), le samedi de 6h05 à 20h35. Elle ne circule pas le dimanche et les jours fériés. Histoire: Avant le 3 septembre 2018, avec la mise en service de la ligne L9, la ligne 42 avait son terminus à Jeanne d’Arc - Arrêts non accessibles aux PMR : - Dans les deux sens : Grasse, Acacias, Myosotis, Antibes, Mandelieu, Flotis, Pasteur et Sausse. - Direction Saint Jean Clinique de L'Union : Dancelle, Saint-Jean Pied de Port et Roses. - Direction Borderouge : Açores et Violette. - Date de dernière mise à jour : 31 décembre 2024. |                                             |                                             |                                             | |                                               |                                             |                                             |                                             |
| 42    | Dernière actualisation : — |                                             |                                             |                                             | |                                               |                                             |                                             |                                             |
| 43    | Argoulets ⥋ Saint-Jean Clinique de L'Union | Argoulets ⥋ Saint-Jean Clinique de L'Union  | Argoulets ⥋ Saint-Jean Clinique de L'Union  | Argoulets ⥋ Saint-Jean Clinique de L'Union  | Argoulets ⥋ Saint-Jean Clinique de L'Union                                                             | Argoulets ⥋ Saint-Jean Clinique de L'Union    | Argoulets ⥋ Saint-Jean Clinique de L'Union  | Argoulets ⥋ Saint-Jean Clinique de L'Union  | Argoulets ⥋ Saint-Jean Clinique de L'Union  |
| 43    | Ouverture / Fermeture 22 décembre 2003 / — | Longueur 9,1 km                             | Durée 30 min                                | Nb. d’arrêts 27                             | Matériel Irisbus Citelis 12 GNC Heuliez GX 327                                                         | Jours de fonctionnement L, Ma, Me, J, V, S, D | Jour / Soir / Nuit / Fêtes O / N / N / O    | Voy. / an 248 297 (2 024)                   | Exploitant Alcis Flourens                   |
| 43    | Desserte : Toulouse, L'Union, Saint-Jean - Station de métro desservie : Argoulets - Villes et lieux desservis : Toulouse (La Juncasse, Collège Hubertine Auclert, Croix Daurade), L'Union (Centre Commercial Loubet, Centre Commercial Saint-Caprais, Église Saint-Jean-Baptiste, Piscine, Belvèze, Calicéo), Saint-Jean (Clinique de L'Union). |                                             |                                             |                                             | |                                               |                                             |                                             |                                             |
| 43    | Autre : - Amplitudes horaires : La ligne circule du lundi au vendredi de 6h10 à 21h, le samedi de 6h à 20h50 et le dimanche de 6h55 à 20h. - Arrêts non accessibles aux PMR : Dans les deux sens : La Palme, Grive et La Franqui. - Direction Saint-Jean Clinique de L'Union : Orthez et Vence. - Date de dernière mise à jour : 27 septembre 2023. |                                             |                                             |                                             | |                                               |                                             |                                             |                                             |
| 43    | Dernière actualisation : — |                                             |                                             |                                             | |                                               |                                             |                                             |                                             |
| 44    | Empalot ⥋ Université Paul Sabatier | Empalot ⥋ Université Paul Sabatier          | Empalot ⥋ Université Paul Sabatier          | Empalot ⥋ Université Paul Sabatier          | Empalot ⥋ Université Paul Sabatier                                                                     | Empalot ⥋ Université Paul Sabatier            | Empalot ⥋ Université Paul Sabatier          | Empalot ⥋ Université Paul Sabatier          | Empalot ⥋ Université Paul Sabatier          |
| 44    | Ouverture / Fermeture 27 juin 1993 / — | Longueur 9,7 km                             | Durée 30 min                                | Nb. d’arrêts 32                             | Matériel Iveco Urbanway 12 GNC                                                                         | Jours de fonctionnement L, Ma, Me, J, V, S, D | Jour / Soir / Nuit / Fêtes O / O / N / O    | Voy. / an 1 200 125 (2 024)                 | Dépôt Langlade                              |
| 44    | Desserte : Toulouse - Stations de métro / téléphérique desservies : Empalot • Esquirol • Carmes • Saouzelong • Faculté de Pharmacie • Université Paul Sabatier |                                             |                                             |                                             | |                                               |                                             |                                             |                                             |
| 44    | Autre : - Amplitudes horaires : La ligne circule du lundi au jeudi de 5h45 à 0h50 environ, le vendredi et le samedi de 5h45 à 1h30 environ et le dimanche et les jours fériés de 5h55 à 1h10. - Arrêts non accessibles aux PMR : - Dans les deux sens : Ozenne. - Particularités - Réseau relais : En cas d'arrêt de la ligne , la ligne 44 prend le relais de celle-ci, avec la possibilité de prolongement jusqu'à Ramonville en cas d'arrêt important. - Histoire : - Avant l'arrivée des bus Linéo en 2016, la ligne 44 portait le numéro 2. Mais afin de ne pas semer la confusion avec la ligne L2, elle devint la ligne 44. - Avant l'arrivée de la ligne B du métro, la ligne 2 reliait Cours Dillon et CHR Rangueuil ou Université Paul Sabatier. - L'ex ligne 44 reliait Borderouge et Jeanne d'Arc. - Jusqu'au 29 août 2022, la ligne 44 avait pour terminus Cours Dillon et desservait François Verdier. - Date de dernière mise à jour : 27 septembre 2023. |                                             |                                             |                                             | |                                               |                                             |                                             |                                             |
| 44    | Dernière actualisation : — |                                             |                                             |                                             | |                                               |                                             |                                             |                                             |
| 45    | Jeanne d'Arc ⥋ Pelletier - Purpan | Jeanne d'Arc ⥋ Pelletier - Purpan           | Jeanne d'Arc ⥋ Pelletier - Purpan           | Jeanne d'Arc ⥋ Pelletier - Purpan           | Jeanne d'Arc ⥋ Pelletier - Purpan                                                                      | Jeanne d'Arc ⥋ Pelletier - Purpan             | Jeanne d'Arc ⥋ Pelletier - Purpan           | Jeanne d'Arc ⥋ Pelletier - Purpan           | Jeanne d'Arc ⥋ Pelletier - Purpan           |
| 45    | Ouverture / Fermeture 20 décembre 2010 / — | Longueur 6,1 km                             | Durée 26 min                                | Nb. d’arrêts 19                             | Matériel Iveco Urbanway 12 GNC                                                                         | Jours de fonctionnement L, Ma, Me, J, V, S, D | Jour / Soir / Nuit / Fêtes O / N / N / O    | Voy. / an 1 026 210 (2 024)                 | Dépôt Colomiers                             |
| 45    | Desserte : Toulouse - Stations de métro / tramway desservies : Jeanne d'Arc • Compans-Caffarelli • Saint-Cyprien – République • Patte d'Oie • Cartoucherie • Casselardit - Ville et lieux desservis : Toulouse (Belfort, Bayard, Basilique Saint-Sernin, Lycée Saint-Sernin, Arnaud Bernard, Compans-Caffarelli, Les Amidonniers, Pont des Catalans, Les Abattoirs, Saint-Cyprien, Patte d'Oie, La Cartoucherie, Zénith, Casselardit, Hôpital de Purpan, Purpan, Centre Commercial Purpan). |                                             |                                             |                                             | |                                               |                                             |                                             |                                             |
| 45    | Autre : - Amplitudes horaires : La ligne circule du lundi au samedi de 5h50 à 21h35 et le dimanche de 7h à 20h15. - Arrêts non accessibles aux PMR : Tous les arrêts de cette ligne sont accessibles. - Particularités : Réseau relais : - En cas d'arrêt de la ligne , la ligne 45 prend le relais de celle-ci, par sa prolongation de Pelletier - Purpan jusqu'à Place du Relais, en desservant aussi sur son passage la station Arènes. - Date de dernière mise à jour : 27 septembre 2023. |                                             |                                             |                                             | |                                               |                                             |                                             |                                             |
| 45    | Dernière actualisation : — |                                             |                                             |                                             | |                                               |                                             |                                             |                                             |
| 46    | Basso Cambo ⥋ Pelletier - Purpan | Basso Cambo ⥋ Pelletier - Purpan            | Basso Cambo ⥋ Pelletier - Purpan            | Basso Cambo ⥋ Pelletier - Purpan            | Basso Cambo ⥋ Pelletier - Purpan                                                                       | Basso Cambo ⥋ Pelletier - Purpan              | Basso Cambo ⥋ Pelletier - Purpan            | Basso Cambo ⥋ Pelletier - Purpan            | Basso Cambo ⥋ Pelletier - Purpan            |
| 46    | Ouverture / Fermeture 11 décembre 2010 / — | Longueur 9,4 km                             | Durée 25 min                                | Nb. d’arrêts 26                             | Matériel Heuliez GX 137 L Iveco Urbanway 12 GNC                                                        | Jours de fonctionnement L, Ma, Me, J, V, S    | Jour / Soir / Nuit / Fêtes O / N / N / N    | Voy. / an 447 256 (2 024)                   | Exploitant Négoti Plaisance                 |
| 46    | Desserte : Toulouse - Stations de métro / tramway et gare desservies : Basso Cambo • Gare de Lardenne (TER) • Ancely • Arènes Romaines - Ville et lieux desservis : Toulouse (Basso Cambo, Mirail, Pradettes, Bordeblanche, Lardenne, École Nationale du Cadastre, École Vétérinaire, École de la Croix Rouge, Ancely, Hôpital Garonne, Hôpital de Purpan, Purpan). |                                             |                                             |                                             | |                                               |                                             |                                             |                                             |
| 46    | Autre : - Amplitudes horaires : La ligne circule du lundi au vendredi de 5h55 à 21h et le samedi de 6h30 à 20h30. Elle ne circule pas le dimanche et les jours fériés. - Arrêts non accessibles aux PMR : - Dans les deux sens : Capelles et Salinié. - Direction Pelletier Purpan : Poutier et Villèle. - Direction Basso Cambo : École Croix Rouge, École Vétérinaire, Carlos Gardel, Centre Commercial Purpan Est et Corneillan. - Histoire : - Jusqu'au 5 janvier 2019, la ligne 46 reliait Pelletier Purpan et Arènes. - Jusqu'au 4 janvier 2020, la ligne 46 reliait Pelletier Purpan et Mirail – Université. - Date de dernière mise à jour : 27 septembre 2023. |                                             |                                             |                                             | |                                               |                                             |                                             |                                             |
| 46    | Dernière actualisation : — |                                             |                                             |                                             | |                                               |                                             |                                             |                                             |
| 48    | Basso Cambo ⥋ Tournefeuille Lycée | Basso Cambo ⥋ Tournefeuille Lycée           | Basso Cambo ⥋ Tournefeuille Lycée           | Basso Cambo ⥋ Tournefeuille Lycée           | Basso Cambo ⥋ Tournefeuille Lycée                                                                      | Basso Cambo ⥋ Tournefeuille Lycée             | Basso Cambo ⥋ Tournefeuille Lycée           | Basso Cambo ⥋ Tournefeuille Lycée           | Basso Cambo ⥋ Tournefeuille Lycée           |
| 48    | Ouverture / Fermeture 1er septembre 2014 / — | Longueur 9,3 km                             | Durée 20 min                                | Nb. d’arrêts 21                             | Matériel Irisbus Citelis 18 Irisbus Citelis 12 GNC Iveco Urbanway 12 GNC Mercedes Benz Citaro G C2 NGT | Jours de fonctionnement L, Ma, Me, J, V, S, D | Jour / Soir / Nuit / Fêtes O / N / N / N    | Voy. / an 356 099 (2 024)                   | Dépôt Colomiers                             |
| 48    | Desserte : Toulouse, Tournefeuille - Station de métro desservie : Basso Cambo - Villes et lieux desservis : Toulouse (Basso Cambo, Parc de la Mounède, Guilhermy), Tournefeuille (Base de loisirs de la Ramée, Complexe Sportif de la Ramée, Marquisat, Collège Pierre Labitrie, Lycée Marie-Louise Dissard-Françoise). |                                             |                                             |                                             | |                                               |                                             |                                             |                                             |
| 48    | Autre : - Amplitudes horaires : La ligne circule du lundi au vendredi de 6h00 à 21h20 et le samedi de 6h30 à 20h50. Durant la période estivale, la ligne circule le dimanche et les jours fériés avec une fréquence d’une heure, pour permettre l'accès à la zone de loisirs et la plage de La Ramée depuis Toulouse. - Arrêts non accessibles aux PMR : - Direction Basso Cambo : Bordeneuve - Direction Tournefeuille Lycée : Pasteur - Date de dernière mise à jour : 27 septembre 2023. |                                             |                                             |                                             | |                                               |                                             |                                             |                                             |
| 48    | Dernière actualisation : — |                                             |                                             |                                             | |                                               |                                             |                                             |                                             |
| 49    | Basso Cambo ⥋ Portet - Gare SNCF | Basso Cambo ⥋ Portet - Gare SNCF            | Basso Cambo ⥋ Portet - Gare SNCF            | Basso Cambo ⥋ Portet - Gare SNCF            | Basso Cambo ⥋ Portet - Gare SNCF                                                                       | Basso Cambo ⥋ Portet - Gare SNCF              | Basso Cambo ⥋ Portet - Gare SNCF            | Basso Cambo ⥋ Portet - Gare SNCF            | Basso Cambo ⥋ Portet - Gare SNCF            |
| 49    | Ouverture / Fermeture 27 juin 1993 / — | Longueur 8,8 km                             | Durée 26 min                                | Nb. d’arrêts 26                             | Matériel Iveco Urbanway 12 GNC Man Lion's City 12 G                                                    | Jours de fonctionnement L, Ma, Me, J, V       | Jour / Soir / Nuit / Fêtes O / N / N / N    | Voy. / an 79 701 (2 024)                    | Exploitant Négoti Plaisance                 |
| 49    | Desserte : Toulouse, Portet-sur-Garonne - Station de métro et gare desservies : Basso Cambo • Gare de Portet-Saint-Simon, (TER Occitanie) - Villes et lieux desservis : Toulouse (Basso Cambo, Mirail, Complexe Sportif René Valmy, Eisenhower, Z.A de Thibaud, Thales Alenia Space), Portet-sur-Garonne (Z.I du Bois-Vert). |                                             |                                             |                                             | |                                               |                                             |                                             |                                             |
| 49    | Autre : - Amplitudes horaires : La ligne circule du lundi au vendredi de 6h40 à 9h15 et de 16h20 à 18h55. Elle ne circule ni en heures creuses, ni le week-end. - Arrêts non accessibles aux PMR : - Dans les deux sens : Sirven, Damoysel, Labouche, Saudrune et ZI de Courties. - Direction Portet Gare SNCF : Champollion et Quart. - Direction Basso Cambo : Mayer, Perpignan et Palarin. - Date de dernière mise à jour : 27 septembre 2023. |                                             |                                             |                                             | |                                               |                                             |                                             |                                             |
| 49    | Dernière actualisation : — |                                             |                                             |                                             | |                                               |                                             |                                             |                                             |

### Lignes 60 à 69
| Ligne | Caractéristiques | Caractéristiques                                                            | Caractéristiques                                                            | Caractéristiques                                                            | Caractéristiques | Caractéristiques                                                            | Caractéristiques                                                            | Caractéristiques                                                            | Caractéristiques                                                            |
| 60    | Toulouse Lycée Toulouse-Lautrec/Trois Cocus ⥋ Saint Alban Centre Commercial | Toulouse Lycée Toulouse-Lautrec/Trois Cocus ⥋ Saint Alban Centre Commercial | Toulouse Lycée Toulouse-Lautrec/Trois Cocus ⥋ Saint Alban Centre Commercial | Toulouse Lycée Toulouse-Lautrec/Trois Cocus ⥋ Saint Alban Centre Commercial | Toulouse Lycée Toulouse-Lautrec/Trois Cocus ⥋ Saint Alban Centre Commercial                                           | Toulouse Lycée Toulouse-Lautrec/Trois Cocus ⥋ Saint Alban Centre Commercial | Toulouse Lycée Toulouse-Lautrec/Trois Cocus ⥋ Saint Alban Centre Commercial | Toulouse Lycée Toulouse-Lautrec/Trois Cocus ⥋ Saint Alban Centre Commercial | Toulouse Lycée Toulouse-Lautrec/Trois Cocus ⥋ Saint Alban Centre Commercial |
| ----- | --- | --------------------------------------------------------------------------- | --------------------------------------------------------------------------- | --------------------------------------------------------------------------- | --- | --------------------------------------------------------------------------- | --------------------------------------------------------------------------- | --------------------------------------------------------------------------- | --------------------------------------------------------------------------- |
| 60    | Ouverture / Fermeture — / — | Longueur 13,2 km                                                            | Durée 29 min                                                                | Nb. d’arrêts 31                                                             | Matériel Irisbus Citelis 18 Heuliez GX 427 BHNS                                                                       | Jours de fonctionnement L, Ma, Me, J, V, S, D                               | Jour / Soir / Nuit / Fêtes O / N / N / O                                    | Voy. / an 1 064 582 (2 024)                                                 | Dépôt Atlanta                                                               |
| 60    | Desserte : Toulouse, Launaguet, Castelginest, Saint-Alban - Station de métro desservie : Trois Cocus - Villes et lieux desservis : Toulouse (Lycée Toulouse-Lautrec, Trois Cocus, Croix Bénite), Launaguet (Gendarmerie, Mairie, Centre Commercial), Castelginest (Buffebiau, Mairie), Saint-Alban (Centre Commercial). |                                                                             |                                                                             |                                                                             | |                                                                             |                                                                             |                                                                             |                                                                             |
| 60    | Autre : - Amplitudes horaires : La ligne circule du lundi au vendredi de 6h à 21h40, le samedi de 6h à 21h10 et le dimanche de 7h à 20h50. - Arrêts non accessibles aux PMR : - Dans les deux sens : Baron et Rond-Point Chalets. - Direction Saint-Alban Centre Commercial : Chalets. - Particularités - Réseau relais : En cas d'arrêt de la ligne , La ligne 60 est prolongée jusqu'à Borderouge. - Particularités : - A certains services, en semaine, dans le cadre des transports scolaires, la ligne 60 est prolongée après Trois Cocus afin de desservir le Lycée Toulouse-Lautrec (au même titre que la ligne 59). - Le samedi matin, la ligne est déviée dans Castelginest direction Saint-Alban Centre Commercial en raison du marché. - Histoire : - Jusqu'au 28 août 2022, la ligne 60 effectuait le trajet entre La Vache et Castelginest Buffebiau, en passant par Lalande, Aucamville et Saint-Alban. - Depuis le 29 août 2022, la ligne 60 a repris l'itinéraire de l'ancienne ligne 61, entre Trois Cocus et Grazidou. - Date de dernière mise à jour : 27 septembre 2023. |                                                                             |                                                                             |                                                                             | |                                                                             |                                                                             |                                                                             |                                                                             |
| 60    | Dernière actualisation : 23 mars 2025 |                                                                             |                                                                             |                                                                             | |                                                                             |                                                                             |                                                                             |                                                                             |
| 63    | Compans-Caffarelli ⥋ Tournefeuille Lycée | Compans-Caffarelli ⥋ Tournefeuille Lycée                                    | Compans-Caffarelli ⥋ Tournefeuille Lycée                                    | Compans-Caffarelli ⥋ Tournefeuille Lycée                                    | Compans-Caffarelli ⥋ Tournefeuille Lycée                                                                              | Compans-Caffarelli ⥋ Tournefeuille Lycée                                    | Compans-Caffarelli ⥋ Tournefeuille Lycée                                    | Compans-Caffarelli ⥋ Tournefeuille Lycée                                    | Compans-Caffarelli ⥋ Tournefeuille Lycée                                    |
| 63    | Ouverture / Fermeture 26 avril 2010 / — | Longueur 15,8 km                                                            | Durée 48-65 min                                                             | Nb. d’arrêts 39                                                             | Matériel Irisbus Citelis 18 Iveco Urbanway 12 GNC Mercedes Benz Citaro G C2 NGT                                       | Jours de fonctionnement L, Ma, Me, J, V, S                                  | Jour / Soir / Nuit / Fêtes O / N / N / N                                    | Voy. / an 948 807 (2 024)                                                   | Dépôt Colomiers                                                             |
| 63    | Desserte : Toulouse, Colomiers, Tournefeuille - Station de métro et gare desservies : Compans-Caffarelli • Gare des Ramassiers - Villes et lieux desservis : Toulouse (Compans-Caffarelli, Université Toulouse-I-Capitole, Canal de Brienne, Ponts-Jumeaux, Hôpital de Purpan, Purpan, Centre Commercial Purpan, Saint-Martin-du-Touch), Colomiers (Les Ramassiers), Tournefeuille (Mairie, Résidence d'Oc, Collège Pierre Labitrie, Lycée Françoise). |                                                                             |                                                                             |                                                                             | |                                                                             |                                                                             |                                                                             |                                                                             |
| 63    | Autre : - Amplitudes horaires : La ligne circule du lundi au vendredi de 6h à 21h40 et le samedi de 6h25 à 20h40. Elle ne circule pas le dimanche et les jours fériés. - Arrêts non accessibles aux PMR : - Direction Tournefeuille Lycée : Clément Ader. - Direction Compans-Caffarelli : Vercors. - Histoire : L'ancienne ligne reliait Arènes et Tournefeuille Pahin et fut supprimée au début des années 2000. - Date de dernière mise à jour : 27 septembre 2023. |                                                                             |                                                                             |                                                                             | |                                                                             |                                                                             |                                                                             |                                                                             |
| 63    | Dernière actualisation : — |                                                                             |                                                                             |                                                                             | |                                                                             |                                                                             |                                                                             |                                                                             |
| 66    | Grand Rond ⥋ Pelletier - Purpan | Grand Rond ⥋ Pelletier - Purpan                                             | Grand Rond ⥋ Pelletier - Purpan                                             | Grand Rond ⥋ Pelletier - Purpan                                             | Grand Rond ⥋ Pelletier - Purpan                                                                                       | Grand Rond ⥋ Pelletier - Purpan                                             | Grand Rond ⥋ Pelletier - Purpan                                             | Grand Rond ⥋ Pelletier - Purpan                                             | Grand Rond ⥋ Pelletier - Purpan                                             |
| 66    | Ouverture / Fermeture 15 septembre 1980 / — | Longueur 9,7 km                                                             | Durée 28 min                                                                | Nb. d’arrêts 30                                                             | Matériel Iveco Urbanway 12 GNC Irisbus Citelis 12 GNC                                                                 | Jours de fonctionnement L, Ma, Me, J, V, S                                  | Jour / Soir / Nuit / Fêtes O / N / N / N                                    | Voy. / an 701 522 (2 024)                                                   | Dépôt Langlade                                                              |
| 66    | Desserte : Toulouse - Stations de métro / tramway desservies : Palais de Justice • Ile du Ramier • Fer à Cheval • Saint-Cyprien – République • Patte d'Oie • Ancely • Arènes Romaines - Ville et lieux desservis : Toulouse (Grand Rond, Jardin Royal, Jardin des Plantes, Palais Niel, Quai des Savoirs, Muséum de Toulouse, Théâtre Sorano, Palais de Justice, Île du Ramier, Pont Saint-Michel, Clinique Rive Gauche, ,Saint-Cyprien, Hôpital Joseph Ducuing, Hôpital de Purpan, Amphithéâtre romain de Purpan-Ancely, Ancely, Centre Commercial Purpan, Purpan). |                                                                             |                                                                             |                                                                             | |                                                                             |                                                                             |                                                                             |                                                                             |
| 66    | Autre : - Amplitudes horaires : La ligne circule du lundi au vendredi de 6h à 21h25 et le samedi de 5h55 à 21h30. Elle ne circule pas le dimanche et les jours fériés. - Arrêts non accessibles aux PMR : Direction Grand Rond : Cauterets, Hôpital des Enfants et Ducis. - Histoire : - Avant l'ouverture de la ligne , la ligne 66 avait pour terminus Blagnac Parc du Ritouret. - Entre le 11 décembre 2010 et le 11 avril 2015, la ligne 66 avait pour terminus Aéroport Toulouse Blagnac. - Jusqu'au 28 août 2022, la ligne 66 avait pour terminus Saint-Cyprien - République. - Depuis le 29 août 2022, la ligne 66 a repris l'itinéraire de l'ancienne ligne 31, entre Saint-Cyprien - République et Grand Rond. - Date de dernière mise à jour : 27 septembre 2023. |                                                                             |                                                                             |                                                                             | |                                                                             |                                                                             |                                                                             |                                                                             |
| 66    | Dernière actualisation : — |                                                                             |                                                                             |                                                                             | |                                                                             |                                                                             |                                                                             |                                                                             |
| 67    | Arènes ⥋ Plaisance Monestié | Arènes ⥋ Plaisance Monestié                                                 | Arènes ⥋ Plaisance Monestié                                                 | Arènes ⥋ Plaisance Monestié                                                 | Arènes ⥋ Plaisance Monestié                                                                                           | Arènes ⥋ Plaisance Monestié                                                 | Arènes ⥋ Plaisance Monestié                                                 | Arènes ⥋ Plaisance Monestié                                                 | Arènes ⥋ Plaisance Monestié                                                 |
| 67    | Ouverture / Fermeture — / — | Longueur 13,5 km                                                            | Durée 36 min                                                                | Nb. d’arrêts 41                                                             | Matériel Iveco Urbanway 12 GNC Heuliez GX 327 Irisbus Citelis 18 Irisbus Citelis 12 GNC Mercedes Benz Citaro G C2 NGT | Jours de fonctionnement L, Ma, Me, J, V, S                                  | Jour / Soir / Nuit / Fêtes O / N / N / N                                    | Voy. / an 480 433 (2 024)                                                   | Dépôt Colomiers                                                             |
| 67    | Desserte : Toulouse, Tournefeuille, Plaisance-du-Touch - Stations de métro / tramway et gare desservies : Arènes • Hippodrome - Villes et lieux desservis : Toulouse (Arènes, Lycée des Arènes, Clinique Pasteur, Hippodrome de la Cépière, Cité Scolaire Rive-Gauche, Ramelet, Base de loisirs de la Ramée), Tournefeuille (Bois Joli, Groupe scolaire Mirabeau), Plaisance-du-Touch (Collège Jules Verne, Mairie, Fauvettes, Espace Monestié). |                                                                             |                                                                             |                                                                             | |                                                                             |                                                                             |                                                                             |                                                                             |
| 67    | Autre : - Amplitudes horaires : La ligne circule du lundi au samedi de 6h20 à 21h30. Elle ne circule pas le dimanche et les jours fériés. - Arrêts non accessibles aux PMR : - Dans les deux sens : Etchepare, Cascade et Bois Joli. - Direction Plaisance Monestié : Clinique Pasteur. - Direction Arènes : Petit Marquis et Marquisat. - Date de dernière mise à jour : 27 septembre 2023. |                                                                             |                                                                             |                                                                             | |                                                                             |                                                                             |                                                                             |                                                                             |
| 67    | Dernière actualisation : — |                                                                             |                                                                             |                                                                             | |                                                                             |                                                                             |                                                                             |                                                                             |
| 68    | Balma – Gramont ⥋ Castelmaurou Mairie | Balma – Gramont ⥋ Castelmaurou Mairie                                       | Balma – Gramont ⥋ Castelmaurou Mairie                                       | Balma – Gramont ⥋ Castelmaurou Mairie                                       | Balma – Gramont ⥋ Castelmaurou Mairie                                                                                 | Balma – Gramont ⥋ Castelmaurou Mairie                                       | Balma – Gramont ⥋ Castelmaurou Mairie                                       | Balma – Gramont ⥋ Castelmaurou Mairie                                       | Balma – Gramont ⥋ Castelmaurou Mairie                                       |
| 68    | Ouverture / Fermeture 3 septembre 2018 / — | Longueur 13,2 km                                                            | Durée 29 min                                                                | Nb. d’arrêts 27                                                             | Matériel Irisbus Citelis 12 GNC Iveco Urbanway 12 GNC Heuliez GX 327                                                  | Jours de fonctionnement L, Ma, Me, J, V, S                                  | Jour / Soir / Nuit / Fêtes O / N / N / N                                    | Voy. / an 268 341 (2 024)                                                   | Dépôt Atlanta                                                               |
| 68    | Desserte : Balma, L'Union, Saint-Jean, Rouffiac-Tolosan, Castelmaurou - Station de métro desservie : Balma – Gramont - Villes et lieux desservis : Balma (Centre Commercial Gramont, ZI Prat Gramont), L'Union (Montredon), Saint-Jean (Clinique de L'Union, Ratalens, Stade, Mairie), Rouffiac-Tolosan (Clos du Loup, Centre Commercial, Mairie, Château), Castelmaurou (Mairie, Stade). |                                                                             |                                                                             |                                                                             | |                                                                             |                                                                             |                                                                             |                                                                             |
| 68    | Autre : - Amplitudes horaires : La ligne circule du lundi au vendredi de 6h à 20h55 et le samedi de 6h45 à 20h. Elle ne circule pas le dimanche et les jours feriés. - Arrêts non accessibles aux PMR : - Dans les deux sens : Montrabé. - Direction Castelmaurou Mairie : Pissebaque, Cammas, Rebel, Route d'Albi et Truffaut. - Direction Balma Gramont : François Mitterrand, Viste, Château et Rouergue. - Histoire : La ligne a été créée en septembre 2018, par la fusion des anciennes lignes 74 et 75. - Date de dernière mise à jour : 27 septembre 2023. |                                                                             |                                                                             |                                                                             | |                                                                             |                                                                             |                                                                             |                                                                             |
| 68    | Dernière actualisation : — |                                                                             |                                                                             |                                                                             | |                                                                             |                                                                             |                                                                             |                                                                             |
| 69    | La Vache ⥋ Bruguières Verger | La Vache ⥋ Bruguières Verger                                                | La Vache ⥋ Bruguières Verger                                                | La Vache ⥋ Bruguières Verger                                                | La Vache ⥋ Bruguières Verger                                                                                          | La Vache ⥋ Bruguières Verger                                                | La Vache ⥋ Bruguières Verger                                                | La Vache ⥋ Bruguières Verger                                                | La Vache ⥋ Bruguières Verger                                                |
| 69    | Ouverture / Fermeture 2 juillet 2007 / — | Longueur 14,5 km                                                            | Durée 38 min                                                                | Nb. d’arrêts 31                                                             | Matériel Man Lion's City 12 G Heuliez GX 327 Irisbus Citelis 12 GNC                                                   | Jours de fonctionnement L, Ma, Me, J, V, S                                  | Jour / Soir / Nuit / Fêtes O / N / N / N                                    | Voy. / an 322 157 (2 024)                                                   | Exploitant Transdev Occitanie Ouest Toulouse                                |
| 69    | Desserte : Toulouse, Aucamville, Saint-Alban, Castelginest, Gratentour, Bruguières - Station de métro desservie : La Vache - Villes et lieux desservis : Toulouse (Barrière-de-Paris, Grand Marché MIN Toulouse Occitanie, Lalande), Aucamville (Collège les Violettes, Eglise, Mairie, Mariel), Saint-Alban (Piscine), Castelginest (Mairie, Saint-Pierre), Gratentour (Garenne, Mairie, Gravette), Bruguières (Mairie, Ecole Les Mésanges, Complexe Sportif). |                                                                             |                                                                             |                                                                             | |                                                                             |                                                                             |                                                                             |                                                                             |
| 69    | Autre : - Amplitudes horaires : La ligne circule du lundi au vendredi de 6h05 à 21h10 environ et le samedi de 6h20 à 21h10. Elle ne circule pas le dimanche et les jours fériés. - Arrêts non accessibles aux PMR : - Dans les deux sens : Pont Rouge. - Direction Bruguières Verger : Gamouna. - Histoire : Jusqu'au 28 août 2022, la ligne 69 reliait La Vache et Gratentour Gravette ou Bruguières. Jusqu'au 22 avril 2024, la ligne 69 continuait après Bruguières, jusqu'à Saint-Alban Centre Commercial''. Cette partie d'itinéraire a été reprise par la ligne 169. - Date de dernière mise à jour : 21 avril 2024. |                                                                             |                                                                             |                                                                             | |                                                                             |                                                                             |                                                                             |                                                                             |
| 69    | Dernière actualisation : — |                                                                             |                                                                             |                                                                             | |                                                                             |                                                                             |                                                                             |                                                                             |

### Lignes 70 à 79
| Ligne | Caractéristiques | Caractéristiques                                                                      | Caractéristiques                                                                      | Caractéristiques                                                                      | Caractéristiques                                                                                            | Caractéristiques                                                                      | Caractéristiques                                                                      | Caractéristiques                                                                      | Caractéristiques                                                                      |
| 70    | Jeanne d'Arc ⥋ Aéroconstellation ou Andromède-Lycée | Jeanne d'Arc ⥋ Aéroconstellation ou Andromède-Lycée                                   | Jeanne d'Arc ⥋ Aéroconstellation ou Andromède-Lycée                                   | Jeanne d'Arc ⥋ Aéroconstellation ou Andromède-Lycée                                   | Jeanne d'Arc ⥋ Aéroconstellation ou Andromède-Lycée                                                         | Jeanne d'Arc ⥋ Aéroconstellation ou Andromède-Lycée                                   | Jeanne d'Arc ⥋ Aéroconstellation ou Andromède-Lycée                                   | Jeanne d'Arc ⥋ Aéroconstellation ou Andromède-Lycée                                   | Jeanne d'Arc ⥋ Aéroconstellation ou Andromède-Lycée                                   |
| ----- | --- | ------------------------------------------------------------------------------------- | ------------------------------------------------------------------------------------- | ------------------------------------------------------------------------------------- | --- | ------------------------------------------------------------------------------------- | ------------------------------------------------------------------------------------- | ------------------------------------------------------------------------------------- | ------------------------------------------------------------------------------------- |
| 70    | Ouverture / Fermeture — / — | Longueur 15,1 km                                                                      | Durée 49 min                                                                          | Nb. d’arrêts 40                                                                       | Matériel Iveco Urbanway 12 GNC                                                                              | Jours de fonctionnement L, Ma, Me, J, V, S, D                                         | Jour / Soir / Nuit / Fêtes O / N / N / O                                              | Voy. / an 1 122 334 (2 024)                                                           | Dépôt Colomiers                                                                       |
| 70    | Desserte : Toulouse, Blagnac, Beauzelle - Stations de métro / tramway desservies : Jeanne d'Arc • Canal du Midi • Place du Relais • Place Georges Brassens • Andromède-Lycée • Aéroconstellation - Villes et lieux desservis : Toulouse (Basilique Saint-Sernin, Lycée Ozenne, Arnaud Bernard, Les Minimes, Canal du Midi, Ponts-Jumeaux, Jardin Compans-Caffarelli), Blagnac (Mairie, Eglise Saint-Pierre, Institut Supérieur de Formation Professionnelle, Institut Universitaire Technologique, Lycée Saint-Exupéry, ZAC Andromède), Beauzelle (Centre Commercial, AéroConstellation). |                                                                                       |                                                                                       |                                                                                       | |                                                                                       |                                                                                       |                                                                                       |                                                                                       |
| 70    | Autre : - Amplitudes horaires : La ligne circule du lundi au vendredi de 6h à 21h35 et le samedi, dimanche et jours fériés de 6h05 à 21h30. - Arrêts non accessible au PMR : Dans les deux sens : Passerelle Haedens. - Particularités - Réseau relais : - En cas d'arrêt de la ligne , la ligne 70 prend le relais de celle-ci, par sa prolongation d'Aéroconstellation jusqu'au MEETT. - Particularités - Terminus Partiel : - Depuis le 18 novembre 2024, du Lundi au vendredi uniquement (hors les vacances scolaires) certains départs font uniquement le trajet entre Jeanne d'Arc et Andromède-Lycée, sans desservir les arrêts entre Andromède-Lycée et AéroConstellation. - Date de dernière mise à jour : 31 décembre 2024.                                                                                           |                                                                                       |                                                                                       |                                                                                       | |                                                                                       |                                                                                       |                                                                                       |                                                                                       |
| 70    | Dernière actualisation : — |                                                                                       |                                                                                       |                                                                                       | |                                                                                       |                                                                                       |                                                                                       |                                                                                       |
| 71    | Aussonne Agassines ⥋ Seilh Mairie | Aussonne Agassines ⥋ Seilh Mairie                                                     | Aussonne Agassines ⥋ Seilh Mairie                                                     | Aussonne Agassines ⥋ Seilh Mairie                                                     | Aussonne Agassines ⥋ Seilh Mairie                                                                           | Aussonne Agassines ⥋ Seilh Mairie                                                     | Aussonne Agassines ⥋ Seilh Mairie                                                     | Aussonne Agassines ⥋ Seilh Mairie                                                     | Aussonne Agassines ⥋ Seilh Mairie                                                     |
| 71    | Ouverture / Fermeture — / — | Longueur 15 km                                                                        | Durée 40 min                                                                          | Nb. d’arrêts 22                                                                       | Matériel Man Lion's City 12 G                                                                               | Jours de fonctionnement L, Ma, Me, J, V                                               | Jour / Soir / Nuit / Fêtes O / N / N / N                                              | Voy. / an 109 510 (2 024)                                                             | Exploitant Verbus Colomiers                                                           |
| 71    | Desserte : Aussonne, Beauzelle, Blagnac, Beauzelle, Seilh - Stations de tramway desservies : Aéroconstellation • Beauzelle - Aéroscopia • Andromède-Lycée - Villes et lieux desservis : Aussonne (Collège Germaine Tillion, Mairie), Beauzelle / Blagnac (Aéroconstellation), Blagnac (ZAC Andromède, Lycée Saint-Exupéry), Beauzelle (Collège de Beauzelle, Gendarmerie, Centre Commercial), Seilh (Ensemble Scolaire Annonciation, Laubis, Golf de Toulouse-Seilh, Mairie). |                                                                                       |                                                                                       |                                                                                       | |                                                                                       |                                                                                       |                                                                                       |                                                                                       |
| 71    | Autre : - Amplitudes horaires : La ligne circule du lundi au vendredi de 6h à 20h50. Elle ne circule pas les week-end et les jours fériés. - Arrêts non accessibles aux PMR : - Dans les deux sens : Vignes, Mairie Aussonne et Cague l'Oule. - Direction Aussonne Agassines : Rond-Point du Golf. - Direction Seilh Mairie : Aussonne Agassines et Les Jardins du Panariol. - Histoire : Avant le 4 septembre 2023, la ligne 71 reliait uniquement Aussonne Agassines et Andromède Lycée. - Date de dernière mise à jour : 27 septembre 2023. |                                                                                       |                                                                                       |                                                                                       | |                                                                                       |                                                                                       |                                                                                       |                                                                                       |
| 71    | Dernière actualisation : — |                                                                                       |                                                                                       |                                                                                       | |                                                                                       |                                                                                       |                                                                                       |                                                                                       |
| 72    | Balma – Gramont ⥋ Balma Lasbordes | Balma – Gramont ⥋ Balma Lasbordes                                                     | Balma – Gramont ⥋ Balma Lasbordes                                                     | Balma – Gramont ⥋ Balma Lasbordes                                                     | Balma – Gramont ⥋ Balma Lasbordes                                                                           | Balma – Gramont ⥋ Balma Lasbordes                                                     | Balma – Gramont ⥋ Balma Lasbordes                                                     | Balma – Gramont ⥋ Balma Lasbordes                                                     | Balma – Gramont ⥋ Balma Lasbordes                                                     |
| 72    | Ouverture / Fermeture 20 décembre 1976 / — | Longueur 9,5 km                                                                       | Durée 18 min                                                                          | Nb. d’arrêts 24                                                                       | Matériel Iveco Urbanway 12 GNC Heuliez GX 327 Irisbus Citelis 12 GNC                                        | Jours de fonctionnement L, Ma, Me, J, V, S, D                                         | Jour / Soir / Nuit / Fêtes O / N / N / O                                              | Voy. / an 588 598 (2 024)                                                             | Dépôt Atlanta                                                                         |
| 72    | Desserte : Balma - Station de métro desservie : Balma – Gramont - Ville et lieux desservis : Balma (Centre Commercial Gramont, Caraïbes, Eglise, Mairie, Clos Saint-Martin, Lasbordes). |                                                                                       |                                                                                       |                                                                                       | |                                                                                       |                                                                                       |                                                                                       |                                                                                       |
| 72    | Autre : - Amplitudes horaires : La ligne circule du lundi au vendredi de 5h55 à 21h10, le samedi de 6h à 21h20 et le dimanche de 7h10 à 20h20. - Arrêts non accessibles aux PMR : Direction Balma - Gramont : École Balma. - Particularités : En soirée, la desserte de tous les arrêts de la ligne 72 est reprise par la ligne 106. - Histoire : Depuis le 11 mars 2019, la ligne 72 a échangé son itinéraire, avec la ligne 84, entre Balma - Gramont et Arènes Al Pechiou. - Date de dernière mise à jour : 27 septembre 2023. |                                                                                       |                                                                                       |                                                                                       | |                                                                                       |                                                                                       |                                                                                       |                                                                                       |
| 72    | Dernière actualisation : — |                                                                                       |                                                                                       |                                                                                       | |                                                                                       |                                                                                       |                                                                                       |                                                                                       |
| 73    | Borderouge ⥋ Saint-Jean Lestang | Borderouge ⥋ Saint-Jean Lestang                                                       | Borderouge ⥋ Saint-Jean Lestang                                                       | Borderouge ⥋ Saint-Jean Lestang                                                       | Borderouge ⥋ Saint-Jean Lestang                                                                             | Borderouge ⥋ Saint-Jean Lestang                                                       | Borderouge ⥋ Saint-Jean Lestang                                                       | Borderouge ⥋ Saint-Jean Lestang                                                       | Borderouge ⥋ Saint-Jean Lestang                                                       |
| 73    | Ouverture / Fermeture 27 juin 1993 / — | Longueur 6,2 km                                                                       | Durée 24 min                                                                          | Nb. d’arrêts 20                                                                       | Matériel Iveco Urbanway 12 GNC Irisbus Citelis 12 GNC Heuliez GX 327                                        | Jours de fonctionnement L, Ma, Me, J, V, S, D                                         | Jour / Soir / Nuit / Fêtes O / N / N / O                                              | Voy. / an 481 995 (2 024)                                                             | Dépôt Atlanta                                                                         |
| 73    | Desserte : Toulouse, L'Union, Saint-Jean - Station de métro desservie : Borderouge - Villes et lieux desservis : Toulouse (Borderouge, Le Métronum, Lycée Raymond Naves, Netwiller, Atlanta), L'Union (Mimosas, Centre Commercial, Mairie), Saint-Jean (Mairie, Eglise, Lac de Saint-Jean, Lestang). |                                                                                       |                                                                                       |                                                                                       | |                                                                                       |                                                                                       |                                                                                       |                                                                                       |
| 73    | Autre : - Amplitudes horaires : La ligne circule du lundi au vendredi de 6h à 21h15, le samedi de 6h10 à 21h et le dimanche et jours fériés de 7h à 20h15. - Arrêts non accessibles aux PMR : - Dans les deux sens : Grive, Belle Hôtesse, Mirabelles et Coteaux. - Direction Saint-Jean Lestang : Tamaris. - Futur : Une fusion des lignes 40 et 73 est en cours d'étude. - Date de dernière mise à jour : 27 septembre 2023. |                                                                                       |                                                                                       |                                                                                       | |                                                                                       |                                                                                       |                                                                                       |                                                                                       |
| 73    | Dernière actualisation : — |                                                                                       |                                                                                       |                                                                                       | |                                                                                       |                                                                                       |                                                                                       |                                                                                       |
| 74    | Blagnac Collège Mermoz ou Andromède-Lycée ⥋ Cornebarrieu Monges ou Mondonville Moulis | Blagnac Collège Mermoz ou Andromède-Lycée ⥋ Cornebarrieu Monges ou Mondonville Moulis | Blagnac Collège Mermoz ou Andromède-Lycée ⥋ Cornebarrieu Monges ou Mondonville Moulis | Blagnac Collège Mermoz ou Andromède-Lycée ⥋ Cornebarrieu Monges ou Mondonville Moulis | Blagnac Collège Mermoz ou Andromède-Lycée ⥋ Cornebarrieu Monges ou Mondonville Moulis                       | Blagnac Collège Mermoz ou Andromède-Lycée ⥋ Cornebarrieu Monges ou Mondonville Moulis | Blagnac Collège Mermoz ou Andromède-Lycée ⥋ Cornebarrieu Monges ou Mondonville Moulis | Blagnac Collège Mermoz ou Andromède-Lycée ⥋ Cornebarrieu Monges ou Mondonville Moulis | Blagnac Collège Mermoz ou Andromède-Lycée ⥋ Cornebarrieu Monges ou Mondonville Moulis |
| 74    | Ouverture / Fermeture 4 septembre 2023 / — | Longueur 12,4 km                                                                      | Durée 25 à 30 min                                                                     | Nb. d’arrêts 24                                                                       | Matériel Heuliez GX 327 Irisbus Citelis 12 GNC Scania Citywide LF 12 G                                      | Jours de fonctionnement L, Ma, Me, J, V                                               | Jour / Soir / Nuit / Fêtes O / N / N / N                                              | Voy. / an 171 133 (2 023)                                                             | Exploitant Alcis Colomiers                                                            |
| 74    | Desserte : Blagnac, Cornebarrieu, Mondonville - Stations de tramway desservies : Andromède-Lycée - Villes et lieux desservis : Blagnac (ZAC Andromède, Lycée Saint-Exupéry Centre Commercial Blagnac, Air France Industries), Cornebarrieu (Z.A Jean Mermoz, Z.A Dewoitine, Mairie, Les Monges, Les Ambrits, Clinique des Cèdres), Mondonville (Mairie, Ecoles). |                                                                                       |                                                                                       |                                                                                       | |                                                                                       |                                                                                       |                                                                                       |                                                                                       |
| 74    | Autre : - Amplitudes horaires : La ligne circule du lundi au vendredi de 6h à 21h15. Elle ne circule ni le week-end, ni les jours fériés. - Arrêts non accessibles aux PMR : - Dans les deux sens : ZA Jean Mermoz, Buette et Larroque. - Direction Andromède - Lycée : Dewoitine, Latécoère et Croix d'Alliez. - Direction Mondonville Moulis : Joseph Strauss et Saint-Jean. - Particularités - Terminus Partiel : - Depuis le 3 mars 2025, la ligne de bus 74 vois son offre renforcée avec l'ajout de 4 départs supplémentaires au départ et en direction de Monges. - Histoire : La ligne 74 a été créée pour renforcer l'offre du Nord-Ouest de l'agglomération toulousaine avec la nouvelle ligne 75. Elle remplace la ligne 17 qui a été supprimée le 7 juillet 2023. - Date de dernière mise à jour : 23 février 2025. |                                                                                       |                                                                                       |                                                                                       | |                                                                                       |                                                                                       |                                                                                       |                                                                                       |
| 74    | Dernière actualisation : — |                                                                                       |                                                                                       |                                                                                       | |                                                                                       |                                                                                       |                                                                                       |                                                                                       |
| 75    | Colomiers Gare SNCF ⥋ Mondonville Moulis | Colomiers Gare SNCF ⥋ Mondonville Moulis                                              | Colomiers Gare SNCF ⥋ Mondonville Moulis                                              | Colomiers Gare SNCF ⥋ Mondonville Moulis                                              | Colomiers Gare SNCF ⥋ Mondonville Moulis                                                                    | Colomiers Gare SNCF ⥋ Mondonville Moulis                                              | Colomiers Gare SNCF ⥋ Mondonville Moulis                                              | Colomiers Gare SNCF ⥋ Mondonville Moulis                                              | Colomiers Gare SNCF ⥋ Mondonville Moulis                                              |
| 75    | Ouverture / Fermeture 4 septembre 2023 / — | Longueur 13,1 km                                                                      | Durée 25 à 40 min                                                                     | Nb. d’arrêts 22                                                                       | Matériel Heuliez GX 327 Irisbus Citelis 12 GNC Scania Citywide LF 12 G                                      | Jours de fonctionnement L, Ma, Me, J, V                                               | Jour / Soir / Nuit / Fêtes O / N / N / N                                              | Voy. / an 108 808 (2 024)                                                             | Exploitant Alcis Colomiers                                                            |
| 75    | Desserte : Colomiers, Cornebarrieu, Mondonville - Gares desservies : Gare de Colomiers - Villes et lieux desservis : Colomiers (Pavillon Blanc Henri Molina, , Cornebarrieu (Z.A Dewoitine, Mairie, Les Monges, Les Ambrits, Clinique des Cèdres), Mondonville (Mairie, Ecoles). |                                                                                       |                                                                                       |                                                                                       | |                                                                                       |                                                                                       |                                                                                       |                                                                                       |
| 75    | Autre : - Amplitudes horaires : La ligne circule du lundi au vendredi de 5h50 à 21h25. Elle ne circule ni le week-end, ni les jours fériés. - Arrêts non accessibles aux PMR : - Dans les deux sens : Larroque. - Direction Colomiers Gare SNCF : Dewoitine, Latécoère et Croix d'Alliez. - Direction Mondonville Moulis : Saint-Jean. - Histoire : La ligne 75 a été créée pour renforcer l'offre du Nord-Ouest de l'agglomération toulousaine avec la nouvelle ligne 74. - Date de dernière mise à jour : 4 septembre 2023. |                                                                                       |                                                                                       |                                                                                       | |                                                                                       |                                                                                       |                                                                                       |                                                                                       |
| 75    | Dernière actualisation : — |                                                                                       |                                                                                       |                                                                                       | |                                                                                       |                                                                                       |                                                                                       |                                                                                       |
| 76    | Argoulets ⥋ Lapeyrouse | Argoulets ⥋ Lapeyrouse                                                                | Argoulets ⥋ Lapeyrouse                                                                | Argoulets ⥋ Lapeyrouse                                                                | Argoulets ⥋ Lapeyrouse                                                                                      | Argoulets ⥋ Lapeyrouse                                                                | Argoulets ⥋ Lapeyrouse                                                                | Argoulets ⥋ Lapeyrouse                                                                | Argoulets ⥋ Lapeyrouse                                                                |
| 76    | Ouverture / Fermeture — / — | Longueur 11,9 km                                                                      | Durée 29 min                                                                          | Nb. d’arrêts 27                                                                       | Matériel Iveco Urbanway 12 GNC Irisbus Citelis 12 GNC Heuliez GX 327                                        | Jours de fonctionnement L, Ma, Me, J, V, S                                            | Jour / Soir / Nuit / Fêtes O / N / N / N                                              | Voy. / an 222 432 (2 024)                                                             | Dépôt Atlanta                                                                         |
| 76    | Desserte : Toulouse, L'Union, Saint-Jean, Castelmaurou, Lapeyrouse-Fossat - Station de métro desservie : Argoulets - Villes et lieux desservis : Toulouse (Les Argoulets, Complexe Sportif Alex Jany, Atlanta), L'Union (Centre Commercial, Mairie), Saint-Jean (Lac), Castelmaurou (Castelvieil), Lapeyrouse-Fossat (Cimetière, Eglise, Mairie) |                                                                                       |                                                                                       |                                                                                       | |                                                                                       |                                                                                       |                                                                                       |                                                                                       |
| 76    | Autre : - Amplitudes horaires : La ligne circule du lundi au vendredi de 6h à 20h50 et le samedi de 6h15 à 20h40. Elle ne circule pas les dimanches et jours fériés. - Arrêts non accessibles aux PMR : - Dans les deux sens : Grive, Gymnase et Louradou. - Direction Lapeyrouse : Harkis. - Date de dernière mise à jour : 27 septembre 2023. |                                                                                       |                                                                                       |                                                                                       | |                                                                                       |                                                                                       |                                                                                       |                                                                                       |
| 76    | Dernière actualisation : — |                                                                                       |                                                                                       |                                                                                       | |                                                                                       |                                                                                       |                                                                                       |                                                                                       |
| 78    | Université Paul Sabatier ⥋ Saint-Orens Lycée | Université Paul Sabatier ⥋ Saint-Orens Lycée                                          | Université Paul Sabatier ⥋ Saint-Orens Lycée                                          | Université Paul Sabatier ⥋ Saint-Orens Lycée                                          | Université Paul Sabatier ⥋ Saint-Orens Lycée                                                                | Université Paul Sabatier ⥋ Saint-Orens Lycée                                          | Université Paul Sabatier ⥋ Saint-Orens Lycée                                          | Université Paul Sabatier ⥋ Saint-Orens Lycée                                          | Université Paul Sabatier ⥋ Saint-Orens Lycée                                          |
| 78    | Ouverture / Fermeture 8 janvier 2002 / 31 août 2025 | Longueur 12 km                                                                        | Durée 31 min                                                                          | Nb. d’arrêts 36                                                                       | Matériel Iveco Urbanway 12 GNC Mercedes Benz Citaro G C2 NGT                                                | Jours de fonctionnement L, Ma, Me, J, V, S, D                                         | Jour / Soir / Nuit / Fêtes O / O / N / O                                              | Voy. / an 1 662 345 (2 024)                                                           | Dépôt Langlade                                                                        |
| 78    | Desserte : Toulouse, Saint-Orens-de-Gameville - Stations de métro / téléphérique desservies : Université Paul Sabatier • Faculté de Pharmacie - Villes et lieux desservis : Toulouse (Rangueil, Université Paul-Sabatier, Lycée Bellevue, Faculté de Pharmacie, Malepère), Saint-Orens-de-Gameville (Centre Commercial, Mairie, Clinique, Lycée Pierre-Paul-Riquet). |                                                                                       |                                                                                       |                                                                                       | |                                                                                       |                                                                                       |                                                                                       |                                                                                       |
| 78    | Autre : - Amplitudes horaires : La ligne circule du lundi au vendredi de 5h55 à 1h30, le samedi de 6h10 à 1h30 et le dimanche de 6h10 à 0h40. - Arrêts non accessible aux PMR : - Direction Saint-Orens Lycée : Champs Magnétiques, Beauvoir, Bernières. - Direction Université Paul Sabatier : Mairie Saint-Orens. - Futur : En septembre 2025, - L'itinéraire de la ligne 78 sera repris en partie par la nouvelle ligne L7. - La ligne 78 sera alors supprimée. - Date de dernière mise à jour : 27 septembre 2023. |                                                                                       |                                                                                       |                                                                                       | |                                                                                       |                                                                                       |                                                                                       |                                                                                       |
| 78    | Dernière actualisation : — |                                                                                       |                                                                                       |                                                                                       | |                                                                                       |                                                                                       |                                                                                       |                                                                                       |
| 79    | Ramonville ⥋ Labège Couder / Saint-Orens Lycée | Ramonville ⥋ Labège Couder / Saint-Orens Lycée                                        | Ramonville ⥋ Labège Couder / Saint-Orens Lycée                                        | Ramonville ⥋ Labège Couder / Saint-Orens Lycée                                        | Ramonville ⥋ Labège Couder / Saint-Orens Lycée                                                              | Ramonville ⥋ Labège Couder / Saint-Orens Lycée                                        | Ramonville ⥋ Labège Couder / Saint-Orens Lycée                                        | Ramonville ⥋ Labège Couder / Saint-Orens Lycée                                        | Ramonville ⥋ Labège Couder / Saint-Orens Lycée                                        |
| 79    | Ouverture / Fermeture 10 janvier 1983 / — | Longueur 11 ou 15,7 km                                                                | Durée 24 ou 39 min                                                                    | Nb. d’arrêts 28 ou 38                                                                 | Matériel Heuliez GX 327 Irisbus Citelis 12 GNC Iveco Urbanway 12 GNC Irisbus Citelis 18 Heuliez GX 427 BHNS | Jours de fonctionnement L, Ma, Me, J, V, S, D                                         | Jour / Soir / Nuit / Fêtes O / O / N / O                                              | Voy. / an 1 482 144 (2 024)                                                           | Dépôt Atlanta                                                                         |
| 79    | Desserte : Ramonville-Saint-Agne, Toulouse, Labège, Escalquens, Saint-Orens-de-Gameville - Station de métro et gare desservies : Ramonville • Labège-Village TER - Villes et lieux desservis : Ramonville-Saint-Agne, Toulouse (Institut national polytechnique), Labège (Centre Commercial, Pôle Emploi, Cinéma, Gare, Couder), Escalquens (Centre Commercial, Eglise), Saint-Orens-de-Gameville (Piscine, Lycée). |                                                                                       |                                                                                       |                                                                                       | |                                                                                       |                                                                                       |                                                                                       |                                                                                       |
| 79    | Autre : - Amplitudes horaires : La ligne circule du lundi au vendredi de 6h à 0h45 (prolongée jusqu'à 1h25 le vendredi), le samedi de 6h à 1h30 et le dimanche de 6h40 à 0h45. - Arrêts non accessibles aux PMR : - Dans les deux sens : Château Madron et Cousquille. - Direction Labège Couder / Saint-Orens Lycée : Tricou et Centre Commercial Escalquens. - Direction Ramonville : I.N.P, Labège Couder, Église Escalquens et Piscine Saint-Orens. - Particularités : Les terminus Labège Couder et Saint-Orens Lycée sont desservis en alternance par un bus sur deux sauf le soir à partir de 21h, le samedi et le dimanche où le seul terminus est St-Orens Lycée. - Date de dernière mise à jour : 27 septembre 2023.                                                                                                  |                                                                                       |                                                                                       |                                                                                       | |                                                                                       |                                                                                       |                                                                                       |                                                                                       |
| 79    | Dernière actualisation : 19 mars 2025 |                                                                                       |                                                                                       |                                                                                       | |                                                                                       |                                                                                       |                                                                                       |                                                                                       |

### Lignes 80 à 87
| Ligne | Caractéristiques | Caractéristiques                                      | Caractéristiques                                      | Caractéristiques                                      | Caractéristiques                                                     | Caractéristiques                                      | Caractéristiques                                      | Caractéristiques                                      | Caractéristiques                                      |
| 80    | Rangueil ⥋ Belberaud La Balme | Rangueil ⥋ Belberaud La Balme                         | Rangueil ⥋ Belberaud La Balme                         | Rangueil ⥋ Belberaud La Balme                         | Rangueil ⥋ Belberaud La Balme                                        | Rangueil ⥋ Belberaud La Balme                         | Rangueil ⥋ Belberaud La Balme                         | Rangueil ⥋ Belberaud La Balme                         | Rangueil ⥋ Belberaud La Balme                         |
| ----- | --- | ----------------------------------------------------- | ----------------------------------------------------- | ----------------------------------------------------- | -------------------------------------------------------------------- | ----------------------------------------------------- | ----------------------------------------------------- | ----------------------------------------------------- | ----------------------------------------------------- |
| 80    | Ouverture / Fermeture — / — | Longueur 15,4 km                                      | Durée 43 min                                          | Nb. d’arrêts 40                                       | Matériel Scania Citywide LF 12 GNV                                   | Jours de fonctionnement L, Ma, Me, J, V, S            | Jour / Soir / Nuit / Fêtes O / N / N / N              | Voy. / an 420 074 (2 024)                             | Exploitant Alcis Escalquens                           |
| 80    | Desserte : Toulouse, Labège, Escalquens, Belberaud - Station de métro et gares desservies : Rangueil • Gare de Montaudran • Gare d'Escalquens - Villes et lieux desservis : Toulouse (Rangueil, Institut national des sciences appliquées, Lycée Montalembert, Malepère, Institut National Polytechnique), Labège (Ecole Supérieure des Arts et Métiers, Labourgade, Centre Commercial Autan), Escalquens (Eglise, Mairie, Cimetière, Centre Commercial), Belberaud. |                                                       |                                                       |                                                       |                                                                      |                                                       |                                                       |                                                       |                                                       |
| 80    | Autre : - Amplitudes horaires : La ligne circule du lundi au vendredi de 6h à 21h30 et le samedi de 6h05 à 21h30. Elle ne circule pas le dimanche et les jours fériés. - Arrêts non accessibles aux PMR : - Dans les deux sens : Cousquille. - Direction Belberaud La Balme : Église Escalquens. - Direction Rangueil : Centre Commercial Escalquens et Belberaud La Balme. - Date de dernière mise à jour : 27 septembre 2023. |                                                       |                                                       |                                                       |                                                                      |                                                       |                                                       |                                                       |                                                       |
| 80    | Dernière actualisation : — |                                                       |                                                       |                                                       |                                                                      |                                                       |                                                       |                                                       |                                                       |
| 81    | Université-Paul-Sabatier ⥋ Castanet-Tolosan | Université-Paul-Sabatier ⥋ Castanet-Tolosan           | Université-Paul-Sabatier ⥋ Castanet-Tolosan           | Université-Paul-Sabatier ⥋ Castanet-Tolosan           | Université-Paul-Sabatier ⥋ Castanet-Tolosan                          | Université-Paul-Sabatier ⥋ Castanet-Tolosan           | Université-Paul-Sabatier ⥋ Castanet-Tolosan           | Université-Paul-Sabatier ⥋ Castanet-Tolosan           | Université-Paul-Sabatier ⥋ Castanet-Tolosan           |
| 81    | Ouverture / Fermeture 2 juillet 2007 / — | Longueur 7 km                                         | Durée 26 min                                          | Nb. d’arrêts 19                                       | Matériel Irisbus Citelis 12 GNC                                      | Jours de fonctionnement L, Ma, Me, J, V, S, D         | Jour / Soir / Nuit / Fêtes O / N / N / O              | Voy. / an 559 734 (2 024)                             | Dépôt Langlade                                        |
| 81    | Desserte : Toulouse, Ramonville-Saint-Agne, Auzeville-Tolosane, Castanet-Tolosan - Station de métro / téléphérique desservie : Université-Paul-Sabatier - Villes et lieux desservis : Toulouse (Université Paul-Sabatier, Lycée Bellevue, Hôpital Rangueil, Rangueil), Ramonville-Saint-Agne (Square Jean Ferrat, Mairie), Auzeville-Tolosane (Lycée Agricole, Agrobiopole Auzeville-Tolosane, ENFA, ENSA, ESMA-EPTA), Castanet-Tolosan (Mairie, Eglise Saint-Gervais). |                                                       |                                                       |                                                       |                                                                      |                                                       |                                                       |                                                       |                                                       |
| 81    | Autre : - Amplitudes horaires : La ligne circule du lundi au samedi de 5h30 à 21h15 et le dimanche de 6h30 à 21h20. - Arrêts non accessibles aux PMR : Tous les arrêts de cette ligne sont accessibles. - Futur : À compter du 1er septembre 2025, la ligne 81, se voit renforcée avec l'ajout de un service en articulé entre 05h25 et 10h45 et entre 13h00 et 18h30. - Date de dernière mise à jour : 27 septembre 2023. |                                                       |                                                       |                                                       |                                                                      |                                                       |                                                       |                                                       |                                                       |
| 81    | Dernière actualisation : 18 juin 2025 |                                                       |                                                       |                                                       |                                                                      |                                                       |                                                       |                                                       |                                                       |
| 82    | Université-Paul-Sabatier ⥋ Ramonville Port-Sud | Université-Paul-Sabatier ⥋ Ramonville Port-Sud        | Université-Paul-Sabatier ⥋ Ramonville Port-Sud        | Université-Paul-Sabatier ⥋ Ramonville Port-Sud        | Université-Paul-Sabatier ⥋ Ramonville Port-Sud                       | Université-Paul-Sabatier ⥋ Ramonville Port-Sud        | Université-Paul-Sabatier ⥋ Ramonville Port-Sud        | Université-Paul-Sabatier ⥋ Ramonville Port-Sud        | Université-Paul-Sabatier ⥋ Ramonville Port-Sud        |
| 82    | Ouverture / Fermeture 3 septembre 2007 / — | Longueur 4,5 km                                       | Durée 17 min                                          | Nb. d’arrêts 15                                       | Matériel Heuliez GX 137L                                             | Jours de fonctionnement L, Ma, Me, J, V, S            | Jour / Soir / Nuit / Fêtes O / N / N / N              | Voy. / an 107 746 (2 024)                             | Exploitant Alcis Ramonville                           |
| 82    | Desserte : Toulouse, Ramonville-Saint-Agne - Station de métro / téléphérique desservie : Université-Paul-Sabatier - Villes et lieux desservis : Toulouse (Université Paul-Sabatier, Lycée Bellevue, Hôpital Rangueil, Rangueil), Ramonville-Saint-Agne (Square Jean Ferrat, Eglise Saint-Jean, Occitanie, Parc du Port Sud). |                                                       |                                                       |                                                       |                                                                      |                                                       |                                                       |                                                       |                                                       |
| 82    | Autre : - Amplitudes horaires : La ligne circule du lundi au samedi de 7h à 19h45. Elle ne circule pas le dimanche et les jours feriés. - Arrêts non accessibles aux PMR : - Dans les deux sens : Occitanie. - Direction Ramonville Port Sud : Alouettes. - Particularités : Les mercredis et samedis, pendant le marché de Ramonville, les arrêts Marnac (uniquement vers Ramonville Port-Sud) et Occitanie ne sont pas desservis. - Date de dernière mise à jour : 27 septembre 2023. |                                                       |                                                       |                                                       |                                                                      |                                                       |                                                       |                                                       |                                                       |
| 82    | Dernière actualisation : — |                                                       |                                                       |                                                       |                                                                      |                                                       |                                                       |                                                       |                                                       |
| 83    | Balma – Gramont ⥋ Saint-Orens Lycée | Balma – Gramont ⥋ Saint-Orens Lycée                   | Balma – Gramont ⥋ Saint-Orens Lycée                   | Balma – Gramont ⥋ Saint-Orens Lycée                   | Balma – Gramont ⥋ Saint-Orens Lycée                                  | Balma – Gramont ⥋ Saint-Orens Lycée                   | Balma – Gramont ⥋ Saint-Orens Lycée                   | Balma – Gramont ⥋ Saint-Orens Lycée                   | Balma – Gramont ⥋ Saint-Orens Lycée                   |
| 83    | Ouverture / Fermeture 5 novembre 2007 / — | Longueur 15,5 km                                      | Durée 35 min                                          | Nb. d’arrêts 36                                       | Matériel Heuliez GX 327 Iveco Urbanway 12 GNC Irisbus Citelis 12 GNC | Jours de fonctionnement L, Ma, Me, J, V, S, D         | Jour / Soir / Nuit / Fêtes O / N / N / O              | Voy. / an 655 908 (2 024)                             | Dépôt Atlanta                                         |
| 83    | Desserte : Balma, Quint-Fonsegrives, Toulouse, Saint-Orens-de-Gameville - Station de métro desservie : Balma – Gramont - Villes et lieux desservis : Balma (Centre Commercial Gramont, Aérodrome de Lasbordes), Quint-Fonsegrives (Clinique La Croix du Sud, Entiore), Toulouse (Crématorium), Saint-Orens-de-Gameville (Centre Commercial, Cimetière, Eglise, Clinique, Lycée Pierre-Paul-Riquet). |                                                       |                                                       |                                                       |                                                                      |                                                       |                                                       |                                                       |                                                       |
| 83    | Autre : - Amplitudes horaires : La ligne circule du lundi au samedi de 6h à 21h30 et le dimanche et les jours fériés de 6h50 à 20h. - Arrêts non accessibles aux PMR : Tous les arrêts de cette ligne sont accessibles. - Particularités : En soirée, la desserte des arrêts de la ligne 83 situés sur les communes de Balma et Quint-Fonsegrives est reprise par la ligne 106. - Date de dernière mise à jour : 27 septembre 2023. |                                                       |                                                       |                                                       |                                                                      |                                                       |                                                       |                                                       |                                                       |
| 83    | Dernière actualisation : — |                                                       |                                                       |                                                       |                                                                      |                                                       |                                                       |                                                       |                                                       |
| 84    | Balma – Gramont ⥋ Fonsegrives Collège | Balma – Gramont ⥋ Fonsegrives Collège                 | Balma – Gramont ⥋ Fonsegrives Collège                 | Balma – Gramont ⥋ Fonsegrives Collège                 | Balma – Gramont ⥋ Fonsegrives Collège                                | Balma – Gramont ⥋ Fonsegrives Collège                 | Balma – Gramont ⥋ Fonsegrives Collège                 | Balma – Gramont ⥋ Fonsegrives Collège                 | Balma – Gramont ⥋ Fonsegrives Collège                 |
| 84    | Ouverture / Fermeture 3 septembre 2012 / — | Longueur 10,5 km                                      | Durée 25 min                                          | Nb. d’arrêts 24                                       | Matériel Heuliez GX 327 Iveco urbanway 12 GNC Irisbus Citelis 12 GNC | Jours de fonctionnement L, Ma, Me, J, V, S, D         | Jour / Soir / Nuit / Fêtes O / N / N / O              | Voy. / an 557 775 (2 024)                             | Dépôt Atlanta                                         |
| 84    | Desserte : Balma, Quint-Fonsegrives - Station de métro desservie : Balma - Gramont - Ville et lieux desservis : Balma (Centre Commercial Gramont, Vidailhan, Square de Vidailhan, Église, Mairie, Cimetière, Lasbordes), Quint-Fonsegrives (Mairie, Collège Elisabeth Badinter). |                                                       |                                                       |                                                       |                                                                      |                                                       |                                                       |                                                       |                                                       |
| 84    | Autre : - Amplitudes horaires : La ligne circule du lundi au samedi de 6h à 21h30 et le dimanche de 7h à 20h15. - Arrêts non accessibles aux PMR : Direction Balma - Gramont : École Balma. - Particularités : En soirée, la desserte de tous les arrêts de la ligne 84 est reprise par la ligne 106. - Histoire : - La ligne a été créée en septembre 2012, par dissociation de la branche de Bicentenaire de la ligne 20. - Depuis le 11 mars 2019, la ligne 84 est prolongée depuis son ancien terminus Balma Lasbordes à Fonsegrives Collège, reprenant l'itinéraire de l'ancienne igne 77 et impliquant sa suppression. De plus, la ligne 84 a échangé son itinéraire entre Balma Gramont et Arènes Al Pechiou avec la ligne 72. - Date de dernière mise à jour : 27 septembre 2023. |                                                       |                                                       |                                                       |                                                                      |                                                       |                                                       |                                                       |                                                       |
| 84    | Dernière actualisation : — |                                                       |                                                       |                                                       |                                                                      |                                                       |                                                       |                                                       |                                                       |
| 85    | Basso Cambo ⥋ Portet Gare SNCF | Basso Cambo ⥋ Portet Gare SNCF                        | Basso Cambo ⥋ Portet Gare SNCF                        | Basso Cambo ⥋ Portet Gare SNCF                        | Basso Cambo ⥋ Portet Gare SNCF                                       | Basso Cambo ⥋ Portet Gare SNCF                        | Basso Cambo ⥋ Portet Gare SNCF                        | Basso Cambo ⥋ Portet Gare SNCF                        | Basso Cambo ⥋ Portet Gare SNCF                        |
| 85    | Ouverture / Fermeture 2 janvier 2023 / — | Longueur 13,5 km                                      | Durée 35 min                                          | Nb. d’arrêts 32                                       | Matériel Irisbus Citelis 12 GNC                                      | Jours de fonctionnement L, Ma, Me, J, V, S            | Jour / Soir / Nuit / Fêtes O / N / N / N              | Voy. / an 472 243 (2 024)                             | Dépôt Langlade                                        |
| 85    | Desserte : Toulouse, Cugnaux, Villeneuve-Tolosane, Portet-sur-Garonne - Station de métro et gare desservies : Basso Cambo • Portet - Saint-Simon (TER) - Villes et lieux desservis : Toulouse (Basso Cambo, Mirail, Eisenhower, ZAC de Tibaous), Cugnaux (Lycée Matisse, Base aérienne de Toulouse-Francazal), Villeneuve-Tolosane (Mairie, Eglise, Complexe Sportif, Collège Jacqueline Auriol, Z.I Lou Verdaï), Portet-sur-Garonne (Z.I du Bois-Vert). |                                                       |                                                       |                                                       |                                                                      |                                                       |                                                       |                                                       |                                                       |
| 85    | Autre : - Amplitudes horaires : La ligne circule du lundi au samedi de 6h00 à 21h30, avec une fréquence de 20 minutes en heure de pointe et de 30 minutes en heure creuse. - Arrêts non accessibles aux PMR : - Dans les deux sens : Goubard. - Direction Basso Cambo : Palarin et Verdaï. - Passé : La ligne 85 à repris l’itinéraire de l'ancienne ligne 47 entre Mairie Villeneuve Tolosane et Portet Gare SNCF. - Date de dernière mise à jour : 27 septembre 2023. |                                                       |                                                       |                                                       |                                                                      |                                                       |                                                       |                                                       |                                                       |
| 85    | Dernière actualisation : — |                                                       |                                                       |                                                       |                                                                      |                                                       |                                                       |                                                       |                                                       |
| 87    | Cité Scolaire Rive Gauche ⥋ Frouzins Complexe Sportif | Cité Scolaire Rive Gauche ⥋ Frouzins Complexe Sportif | Cité Scolaire Rive Gauche ⥋ Frouzins Complexe Sportif | Cité Scolaire Rive Gauche ⥋ Frouzins Complexe Sportif | Cité Scolaire Rive Gauche ⥋ Frouzins Complexe Sportif                | Cité Scolaire Rive Gauche ⥋ Frouzins Complexe Sportif | Cité Scolaire Rive Gauche ⥋ Frouzins Complexe Sportif | Cité Scolaire Rive Gauche ⥋ Frouzins Complexe Sportif | Cité Scolaire Rive Gauche ⥋ Frouzins Complexe Sportif |
| 87    | Ouverture / Fermeture 6 janvier 2014 / — | Longueur 14,4 km                                      | Durée 45 min                                          | Nb. d’arrêts 41                                       | Matériel Irisbus Citelis 12 GNC Iveco Urbanway 12 GNC                | Jours de fonctionnement L, Ma, Me, J, V, S, D         | Jour / Soir / Nuit / Fêtes O / N / N / O              | Voy. / an 491 499 (2 024)                             | Dépôt Colomiers                                       |
| 87    | Desserte : Toulouse, Cugnaux, Villeneuve-Tolosane, Frouzins - Station de métro desservie : Basso Cambo - Villes et lieux desservis : Toulouse (Cité Scolaire Rive Gauche, Collège Nicolas-Louis Vauquelin, La Dépêche du Midi, Pradettes, Basso Cambo, Caisse régionale d'assurance maladie, Saint-Simon, Collège de Saint-Simon, Ecole Paul Bert, Cimetière de Saint-Simon), |                                                       |                                                       |                                                       |                                                                      |                                                       |                                                       |                                                       |                                                       |
| 87    | Autre : - Amplitudes horaires : La ligne circule du lundi au vendredi de 6h10 à 21h10 et le samedi et le dimanche de 6h15 à 21h05. - Arrêts non accessibles aux PMR : - Dans les deux sens : Françoise Dolto, Villenouvelle et Lilas. - Direction Cité Scolaire Rive Gauche : Cloche-Maguelonne et Vivier. - Direction Frouzins Complexe Sportif : Charpy, Coin Fermé et Béarn. - Histoire : Depuis le 29 août 2022, l'itinéraire de la ligne 87 a été modifié dans le quartier de Saint-Simon, afin de desservir le collège du même nom ainsi que l'extension du quartier. - La ligne 87 emprunte la Voie du canal de Saint-Martory, voie en site propre, entre les arrêts Bourdettes et Bachecame Petit Jean tous deux en correspondance avec la ligne L11. - Jusqu'au 2 janvier 2023, la ligne 87 effectuait le trajet entre Cité Scolaire Rive Gauche et Cugnaux Henry Gladi mais a été prolongée jusqu'à Frouzins Complexe Sportif dû a l'ouverture du nouveau L11 et reprend une partie de l'ancienne ligne 47 et une partie de l'ancienne ligne 57 depuis le 2 janvier 2023 du fait de leurs supressions. - Particularités : Le dimanche matin, jusqu'à 14h, la ligne 87 est déviée dans les deux sens en raison du marché dans le centre-ville de Frouzins, elle ne dessert pas les arrêts Croix et Berdeil. Sur son itinéraire de déviation, elle dessert les arrêts Le Parc, Méditerranée et Bel Air tous en correspondance avec la ligne 58. - Depuis le 3 mars 2025, la ligne 87, dessert l'arrêt Pradettes dans les deux sens sur son itinéraire qu'elle ne desservait pas auparavant, celui-ci est en correspondance avec les lignes 1846. - Date de dernière mise à jour : 3 mars 2025. |                                                       |                                                       |                                                       |                                                                      |                                                       |                                                       |                                                       |                                                       |
| 87    | Dernière actualisation : — |                                                       |                                                       |                                                       |                                                                      |                                                       |                                                       |                                                       |                                                       |